# Nebenhoden

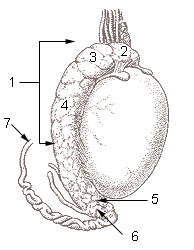
Hoden und Nebenhoden:
2 Nebenhodenkopf
(Caput epididymidis)
4 Nebenhodenkörper
(Corpus epididymidis)
5 Nebenhodenschwanz
(Cauda epididymidis)

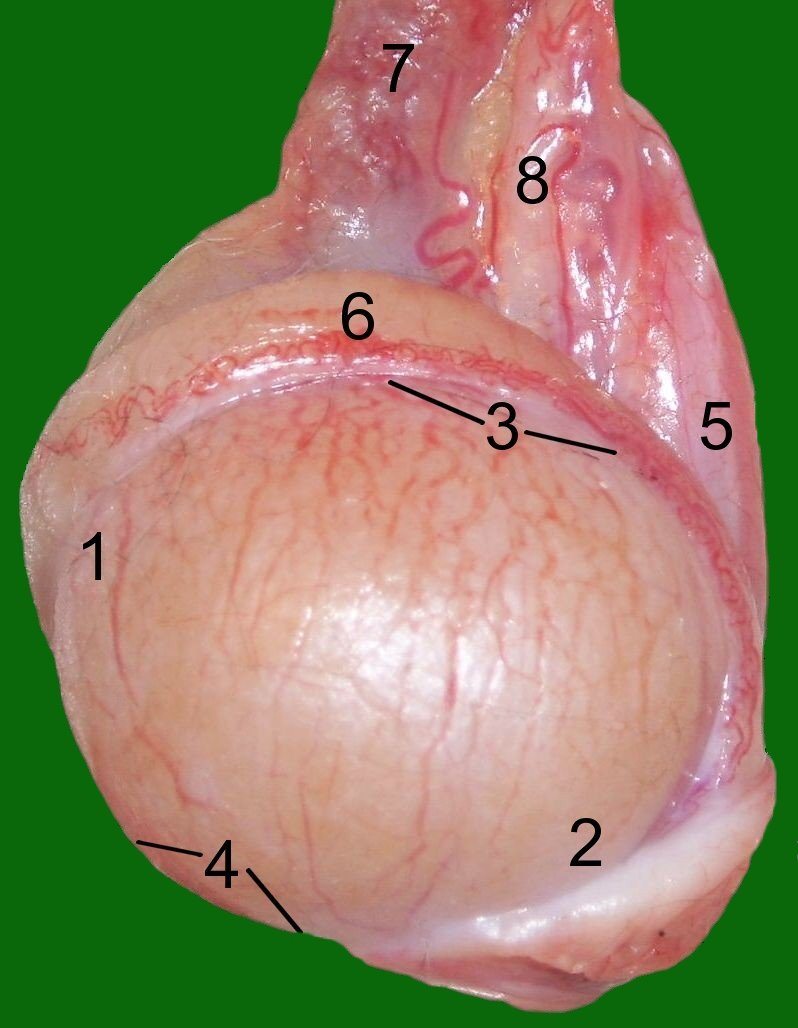
Hoden, Nebenhoden und Samenstrang eines Katers:
1 Kopfende des Hodens
2 Schwanzende des Hodens
3 Nebenhodenrand
4 freier Rand
5 Hodengekröse
6 Nebenhoden
7 Geflecht der Hodenarterie und -vene
8 Samenleiter

Unter dem Nebenhoden (Epididymis, Plural Epididymides, altgriechisch ἐπί epí „an, bei, auf“ und δίδυμος dídymos „doppelt, Zwilling“) versteht man ein dem Hoden aufliegendes Geschlechtsorgan, das hauptsächlich aus dem auf engstem Raum stark gewundenen, insgesamt 4 bis 6 m langen Nebenhodengang (Ductus epididymidis) besteht.
Jeder Nebenhoden steht mit dem zugehörigen Hoden über die Ductuli efferentes in Verbindung, dient der Reifung und Lagerung der vom Hoden produzierten Samenzellen und geht in den Samenleiter über. Nebenhodengang und Samenleiter sind Abkömmlinge des Urnierengangs.

## Anatomie
Makroskopisch wird der Nebenhoden in einen Kopf (Caput epididymidis), Körper (Corpus epididymidis) und Schwanz oder Schweif (Cauda epididymidis) unterteilt. Er liegt dem Hoden hinten oben in Längsrichtung auf, wobei der Nebenhodenkopf dem oberen Pol des Hodens aufliegt. Dieser enthält neben den Ductuli efferentes auch die Anfangsstrecke des Nebenhodengangs (Ductus epididymidis). Der Hauptteil des Nebenhodengangs liegt jedoch im Nebenhodenkörper und -schwanz, wobei Letzterer auch den Beginn des Samenleiters enthält. Mit dem Hoden selbst ist der Nebenhoden über ein Gekröse, die Mesepididymis, eng verbunden.
Nebenhoden wie Hoden sind aufgrund des Descensus testis von einer doppelten Peritonealhülle bedeckt, der Tunica vaginalis testis. Ein Fortsatz der Peritonealhülle steigt neben den Hoden herab. Beide Blätter der Hülle – das äußere Periorchium und das innere Epiorchium – sind miteinander verbunden, schließen die spaltförmige Cavitas peritonealis scroti ein, eine Exklave der Bauchhöhle.
Embryologisch entsteht der Nebenhodengang aus dem Urnierengang (Wolff-Gang), der sich direkt unterhalb der Einmündung der aus den Urnierenkanälchen abstammenden Ductuli efferentes stark verlängert. Im weiteren Verlauf bildet der Wolff-Gang den Samenleiter (Ductus deferens).
In der Umgebung des Nebenhodenkopfes lassen sich oft drei Relikte der Embryonalentwicklung finden:
Als Fortsetzung des Nebenhodenkopfes zieht ein bläschenförmiges, gestieltes Anhängsel über den Hodenpol, die Appendix epididymidis, das obere Endstück des Urnierengangs. Neben dem Nebenhodenkopf liegt im Bindegewebe des Samenstrangs der Paradidymis oder Beihoden, kurze, verschlossene Kanälchen, Reste der Urnierenkanälchen. Auf dem oberen Hodenpol, nahe dem Nebenhodenkopf, findet sich des Weiteren meist ein der Appendix epididymidis ähnlicher, aber ungestielter Anhang, die Appendix testis (Morgagni-Hydatide), die das obere Ende des Müller-Gangs darstellt, aus dem sich bei der Frau die inneren Geschlechtsorgane entwickeln.

### Ductuli efferentes
Als Ductuli efferentes bezeichnet man ein System aus etwa 10 bis 20 Einzelgängen, die die noch unreifen Spermien aus der Rete testis in den Nebenhodengang weiterleiten. Dazu verfügen sie unter ihrem Epithel über viele Myofibroblasten, da die unreifen Spermien noch völlig bewegungsunfähig sind. Aus dem gleichen Grund tragen die Epithelzellen, die die Ductuli efferentes auskleiden, teilweise Kinozilien, die beim Spermientransport helfen. Andere verfügen über Mikrovilli, um der Spermiensuspension Flüssigkeit zu entziehen und so die Spermienkonzentration zu erhöhen. Im Allgemeinen lässt sich das Epithel der Ductuli efferentes als „wellig“ beschreiben, da sich hochprismatische und niedrige Epithelzellen einander abwechseln.
Jeder der Ductuli efferentes ist ca. 12 Zentimeter lang und auf ungefähr einen Zentimeter zusammengeknäult. Sie münden in den Nebenhodengang.

### Nebenhodengang
Der bis zu 6 m lange Gang ist auf 6 cm zusammengeknäuelt. Hier reifen die Spermien heran. Im Gegensatz zu den Ductuli efferentes besitzt er ein gleichmäßiges, zweireihig hochprismatisches Epithel, bestehend aus Hauptzellen und niedrigen Basalzellen, das dicht mit Stereozilien besetzt ist. Die Hauptzellen dienen dabei weiterer Flüssigkeitsreduktion und verfügen über Protonenpumpen, mit denen sie das Milieu sauer halten. Das führt zu einer „Säurestarre“ bei den Spermien und verhindert eine vorzeitige Aktivierung. Außerdem szenerieren sie die Epididymosomen. Auch hier findet sich um das Epithel herum kontraktiles Gewebe, bestehend aus Myofibroblasten, das die Spermien langsam weiter Richtung Cauda drückt. Das Nebenhodensperma ist stark konzentriert und den Spermien haften noch Protoplasmatropfen an. Die gesamte Transitzeit von Nebenhodenkopf bis Nebenhodenschwanz beträgt ca. 12 Tage.
Im mikroskopischen Schnitt finden sich im Lumen des Gangs meist Ansammlungen unreifer Spermien.

### Cauda epididymidis
Hier befinden sich reife Spermien, die hier gelagert sind. Auf neuronale Stimulation hin kontrahieren sich die hier sitzenden glatten Muskelzellen und drücken die Spermiensuspension in den Samenleiter, wo diese weiterbefördert wird.

## Funktion
Die Samenzellen erlangen erst über ihren intensiven Kontakt mit der Wand des Nebenhodens, dem Nebenhodenepithel und den von diesem gebildeten Substanzen mittels vielfältiger Prozesse ihre Motilität, jedoch noch nicht ihre Befruchtungsfähigkeit, die sie erst mit der Kapazitation im weiblichen Genitaltrakt als der Endphase der Spermienreifung erreichen.
Die Zellen des Nebenhodenepithels resorbieren Flüssigkeit und sezernieren unter anderem Glykoproteine, die an der Oberfläche der Spermien adsorbiert werden. Die Spermatozooen werden in einer Zeitspanne von etwa zwei Wochen durch Kontraktion der Myofibroblasten über Kopf und Körper in den Schwanz des Nebenhodens befördert. Kopf und Körper dienen der Reifung, der Schwanz der Speicherung von reifen Spermien (Samenzellen). Die glatte Muskulatur des Schwanzes ist innerviert und kontrahiert sich genau wie der Samenleiter während der Emission zur Beförderung der Spermien in die Harnröhre.
Neue Untersuchungen zeigen, dass beim Durchlaufen des Nebenhodens die Epigenetik der Spermien angepasst wird, abhängig vom aktuellen Befinden und physischen und geistigen Zustand des Trägers.

## Erkrankungen
Die weitaus häufigste Erkrankung des Nebenhodens ist die Entzündung desselben, die sogenannte Epididymitis. Diese führt zu einer sehr schmerzhaften, oft massiven Vergrößerung des Nebenhodens. Selten treten gutartige Tumoren wie Zystadenome des Nebenhodens bei der Von-Hippel-Lindau-Erkrankung und Adenomatoidtumoren auf.